# Villa Mondriaan

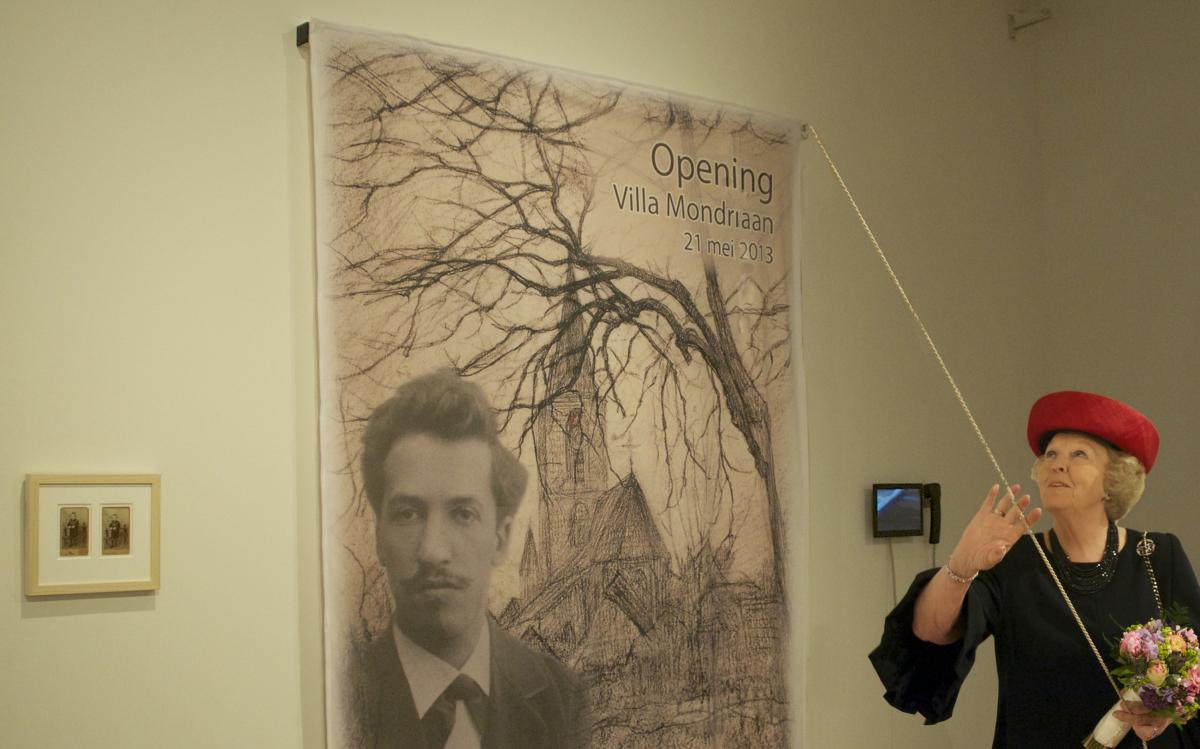
Opening Villa Mondriaan door Prinses Beatrix in 2013.

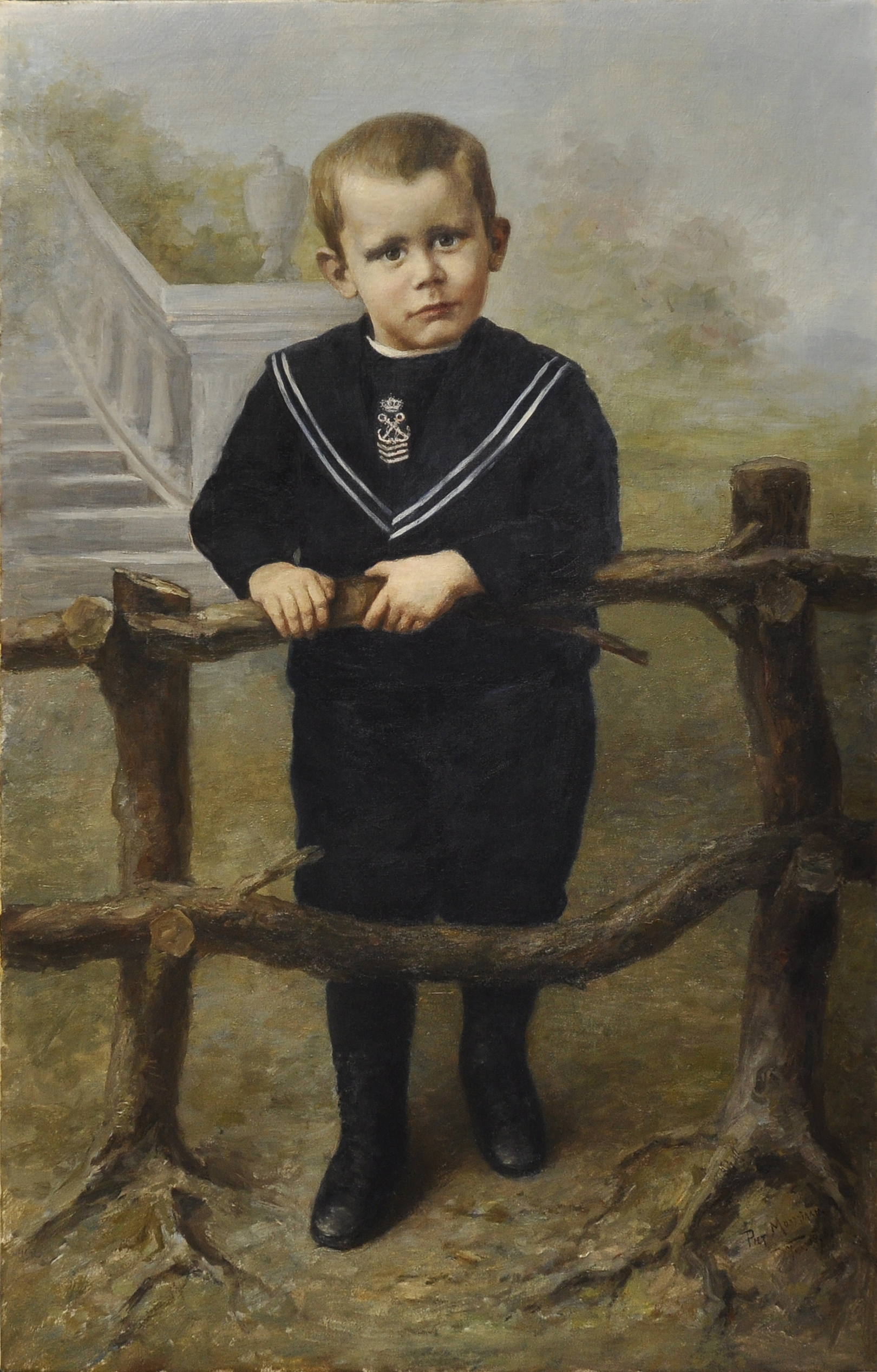
Klein Jantje, door Piet Mondriaan uit 1896.

Museum Villa Mondriaan is een museum over de beginjaren van de schilder Piet Mondriaan. Het bevindt zich in zijn vroegere ouderlijk huis in de Gelderse plaats Winterswijk in de Achterhoek. Naast topstukken van Mondriaan, toont het museum werken van zowel gevestigde als hedendaagse kunstenaars in hun zoektocht naar een eigen signatuur.

## Geschiedenis
Toen Mondriaan (1872-1944) acht jaar oud was, verhuisden zijn ouders van Amersfoort naar Winterswijk, waar zijn vader hoofd werd van de christelijke lagere school. Het gezin betrok een villa aan de Zonnebrink. Hier ontwikkelde de jonge Mondriaan zijn teken- en schildervaardigheid, tot hij op 22-jarige leeftijd het ouderlijk huis verliet en naar Amsterdam trok.
Enkele jeugdwerken van Mondriaan waren tot eind 2012 te zien in het voormalige Museum Freriks te Winterswijk. Ook waren er vroege werken uit het bezit van het Kunstmuseum Den Haag en van particulieren. In mei 2013 kreeg het vroege werk een nieuwe plaats in Villa Mondriaan. Dankzij een mecenas kon een museum worden opgericht. De gemeente Winterswijk en de provincie Gelderland verleenden aanvullende subsidies voor de aankoop en verbouwing van het voormalige woonhuis van de familie Mondriaan, de naastgelegen galerie en het hoekpand waarin de museumwinkel is gevestigd. De drie panden zijn door een aanbouw aan elkaar verbonden.
Villa Mondriaan werkt nauw samen met het Kunstmuseum Den Haag. Het beheer is in handen van een directeur, bijgestaan door twee junior-directeuren en ongeveer vijfenzeventig vrijwilligers. In de opstartfase was Wim van Krimpen, voormalig directeur van het Kunstmuseum Den Haag, onbezoldigd directeur van het museum.
Op 21 mei 2013 werd de Villa Mondriaan officieel geopend door prinses Beatrix, die het schilderij Klein Jantje onthulde. Dit jeugdwerk werd in 2012 ontdekt in het tv-programma Schatgraven van Omroep Gelderland.